# جعفر ابراهیم‌پور
جعفر ابراهیم‌پور (زاده ۱۳۲۱ در قائم‌شهر) بازیکن سابق و مربی فوتبال اهل ایران است. وی نخستین کاپیتان تاریخ باشگاه فوتبال نساجی مازندران است و سابقه سرمربیگری در باشگاه فوتبال نساجی مازندران را دارد و ریاست هیئت فوتبال شهرستان قائم‌شهر را هم بر عهده داشته است.

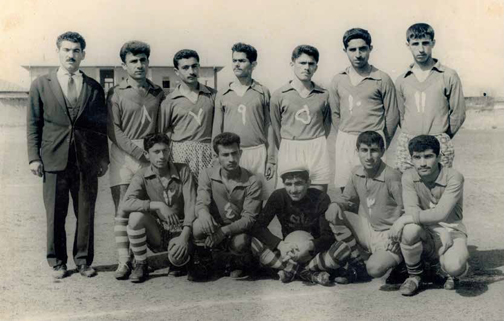
جعفر ابراهیم‌پور (سومین نفر ایستاده از راست)